# Xenylla neivai
Xenylla neivai är en urinsektsart som beskrevs av da Gama 1966. Xenylla neivai ingår i släktet Xenylla och familjen Hypogastruridae. Inga underarter finns listade i Catalogue of Life.